# エル・アレブリヘ
クラネオ（Kraneo、1972年7月12日 - ）は、メキシコのプロレスラーである。ハリスコ州シウダード・グスマン出身。妻はティファニー。

## 来歴
1988年7月メキシコ州にて、キング・インペリオのマスクマンでデビュー。AAA、IWRG、ペロス・デル・マール、UWA、CMLLなどを転戦。AAAではマスカラ・サグラダ、また、1998年からはエル・アレブリヘのマスクマンでミゼット選手のクイヘを従えて活躍。2000年7月にAAAの日本ツアー「トリプルマニアVIII」に出場。
2004年7月と2005年1月にもAAAの日本ツアーに出場。
2009年から2010年にはグラン・アレブリヘのリングネームでメキシコのインディー団体、アメリカのインディー団体を転戦。
2012年、CMLLにてクラネオで登場。ロス・インヴァソアス（Los Invasores）でメンバーで活躍。

## 得意技
- ゴリー・スペシャル
- 630°コークスクリュープランチャ

## 獲得タイトル
AAA
- AAAマスコットタッグ王座
- メキシコナショナルライトヘビー級王座

CMLL
- メキシコナショナルトリオ王座

UWA
- UWA世界ジュニアヘビー級王座

インディー団体
- ナウカルパンミドル級王座

## 入場曲
- Gangnam Style / 2 Legit 2 Quit Mashup (feat. MC Hammer) - PSY
- Dos Animales - M.HAYASHI & KATSUMI